# Tralli-Valli
Tralli-Valli (Трали-Вали) — третий студийный альбом украинского артиста Андрея Данилко, выступающего в образе Верки Сердючки. Альбом был выпущен в октябре 2006 года на лейблах Союз и Mamamusic.

## Запись
Новый альбом знаменует сотрудничество Андрея Данилко с автором песен Татьяной Залужной, известной больше как Любаша. Она является автором музыки и слов большинства песен альбома. Две песни альбома написал Аркадий Гарцман. Сам Данилко ограничился ролью продюсера и аранжировщика. По словам артиста, альбом получился качественным и слишком хорошим для Сердючки. Для альбома были записаны так называемые сценки, в финальный трек-лист вошло две. Запись альбома проходила в 2005—2006 годах в студии Mamamusic Studio в Киеве.

## Релиз и продвижение
Впервые новая песня из альбома «Сама себе» зазвучала в эфире радиостанций в октябре 2005 года. А живое исполнение песни случилось на концерте-бенефисе Любаши в Кремле 15 ноября 2005 года, тогда же была исполнена и песня «Люби меня».
Рекламной площадкой для альбома стал мюзикл «Приключения Верки Сердючки», который был показан в новогоднюю ночь 31 декабря 2005 года в эфире украинского телеканала «Интер». В России же «Первый канал» отказался транслировать мюзикл, несмотря на договорённость. В фильме звучат песни «Хорошо красавицам», «Киевский вокзал», «Люби меня», «Плакать или радоваться», «А я смеюсь» и «Трали-вали».
Релиз пластинки состоялся в августе 2006 года. Было выпущено три варианта цветового оформления обложки: голубой, розовый и салатовый, как заявил артист: «Для мальчиков, девочек и… всех остальных».

## Отзывы критиков
Алексей Мажаев в своей рецензии для InterMedia заявил, что на альбом можно ставить клеймо «по заказу Первого канала, чтобы ему не особо париться насчет новогоднего эфира». Песни «Люби меня», «Хорошо красавицам», «Трали-вали», «Сама себе» и «Бери всё» он назвал слепленными по прежним лекалам; по словам Мажаева, проект Сердючка скатился к «унылым самоповторам». Также в альбоме он обнаружил несколько песен, выходящих за рамки «песен для пьянок» — это «SMS-очка», «Киевский вокзал», «А я смеюсь» и «Плакать или радоваться». В последней он выделил интересную мелодию, но никак не вяжущуюся с образом «гротескной тетки» лирику. По его мнению, Данилко вынужден идти на компромиссы и петь не своим, а «Веркиным» голосом, и включать в аранжировку какие-то псевдонародные гусли да жалейки, поскольку это противоречит приносящему хорошие дивиденды образу.
По мнению рецензента из издания МИА «Музыка», данная пластинка сильно уступает своим предшественникам. Музыка стала заметно повторяться и потеряла свою оригинальность, а стихи вернулись к былому низкому качеству. Также у автора создалось ощущение, что этот альбом был просто «высосан из пальца». И как итог — 4,75 балла из 10 возможных.

## Список композиций
| №   | Название                     | Автор(ы)                        | Длительность |
| --- | ---------------------------- | ------------------------------- | ------------ |
| 1.  | «Intro «В смысле начало»»    | Андрей Данилко                  | 0:33         |
| 2.  | «Люби меня»                  | Любаша                          | 2:05         |
| 3.  | «Хорошо красавицам»          | Любаша                          | 3:24         |
| 4.  | «Бери всё (что у меня есть)» | Любаша                          | 3:23         |
| 5.  | «Трали-вали»                 | Любаша                          | 3:04         |
| 6.  | «Плакать или радоваться»     | Любаша                          | 3:35         |
| 7.  | «А я смеюсь»                 | Любаша                          | 3:16         |
| 8.  | «Scenka 1»                   | Андрей Данилко                  | 0:19         |
| 9.  | «Помада»                     | Аркадий Гарцман, Андрей Данилко | 3:38         |
| 10. | «Киевский вокзал»            | Любаша                          | 3:14         |
| 11. | «SMS-очка»                   | Аркадий Гарцман, Андрей Данилко | 3:07         |
| 12. | «Сама себе»                  | Любаша                          | 3:04         |
| 13. | «Scenka 2»                   | Андрей Данилко                  | 1:02         |

| №  | Название                                                     | Режиссёр            | Длительность |
| -- | ------------------------------------------------------------ | ------------------- | ------------ |
| 1. | «Хорошо красавицам» (2005)                                   | Александр Филатович | 4:14         |
| 2. | «Трали-вали» (2006)                                          | Александр Филатович | 4:00         |
| 3. | «А я смеюсь» (2005) (из фильма «Приключения Верки Сердючки») | Семён Горов         | 3:19         |

## Участники записи
| Музыканты - Андрей Данилко — вокал - «Театр Данилко» — бэк-вокал (3) - Наталья Гура — бэк-вокал (2-4, 12) - Геннадий Крупник — бэк-вокал (2-4, 12) - Саша Белкина — бэк-вокал (4, 5, 12) - Василий Голдаковский — бэк-вокал (5) - Сергей Добровольский — гитара (3) - Сергей Рыбалкин — гитара (5, 10) - Анатолий Плотников — бас-гитара (5, 6, 9, 10) - Андрей Кузьменчук — барабаны (5-7, 9-11), перкуссия (5) - Александр Рукомойников — саксофон (5, 9, 10) - Сергей Хоменко — труба (5, 10) - Антон Бурыко — труба (5, 9, 10) - Сергей Сулима — тромбон (5, 10) - Константин Стрельченко — баян (5-7, 10) - Сергей Троценко — баян (9) - Вячеслав Филонов — скрипка (5, 10) - Евгений Казанцев — балалайка (5, 6) - Максим Гладецкий — контрабас (11) | Технический персонал - Андрей Данилко — продюсирование - Юрий Никитин — продюсирование, менеджмент - Владимир Бебешко — продюсирование бэк-вокала - Сергей Добровольский — запись, сведение, мастеринг - Илья Климов — запись, сведение (сценки) - Дмитрий Перетрутов — фото - Елена Арасланова — дизайн обложки - Игорь Клинков — персональный менеджмент |

## Чарты
| Год                                             | Название                         | Высшая позиция | Высшая позиция |
| Год                                             | Название                         | СНГ            | Москва         |
| ----------------------------------------------- | -------------------------------- | -------------- | -------------- |
| 2005                                            | «Сама себе» (при участии Любаши) | 99             | —              |
| 2005                                            | «Трали-вали»                     | 42             | 17             |
| 2006                                            | «Хорошо красавицам»              | 23             | 78             |
| 2006                                            | «А я смеюсь»                     | 95             | 96             |
| 2006                                            | «Бери всё»                       | 69             | —              |
| Символ «—» означает, что сингл не попал в чарт. |                                  |                |                |